# Чечёткин, Николай Александрович
Николай Александрович Чечёткин (укр. Микола Олександрович Чечоткін; род. 29 ноября 1965, Ивано-Франковск, Ивано-Франковской области, Украинская ССР) — с 14 мая 2015 по 10 ноября 2021 года руководитель Государственной службы Украины по чрезвычайным ситуациям (ГСЧС).

## Биография
Родился в 1965 году в Ивано-Франковске.
Образование высшее. В 1988 году окончил Киевское высшее танковое инженерное училище, в 2008 году Национальную академию государственного управления при Президенте Украины.
После окончания Киевского высшего танкового инженерного училища занимал должность командира роты курсантов батальона курсантов (первого уровня обучения) Киевского высшего танкового инженерного училища. За два года стал начальником курса (курсантов) автомобильного факультета Киевского факультета Сухопутных войск. В 1998 году проходил службу на должности преподавателя кафедры автомобильной техники автомобильного факультета КИСВ. Впоследствии получил должность начальника автомобильной службы 1-го Отряда обеспечения МЧС Украины (в/ч Д1001), после чего стал начальником группы (координации действий) отдела подготовки данных 1-го отряда обеспечения МЧС Украины.
С 2002 года работал в разных отделах и департаментах Министерства по чрезвычайным ситуациям Украины.
С 2006 года занимал руководящие должности в центральном аппарате МЧС и ГСЧС.
С июля 2014 года — директор Департамента организации мероприятий гражданской защиты ГСЧС.
С конца марта 2015 года Чечёткин занимал должность заместителя Председателя ГСЧС.
14 мая 2015 года распоряжением Кабинета Министров Украины № 469-р назначен Председателем Государственной службы Украины по чрезвычайным ситуациям.
26 августа 2015 года Президентом Украины было присвоено специальное звание генерал-майора службы гражданской защиты.
23 августа 2017 года Николаю Чечёткину было присвоено специальное звание генерал-лейтенанта службы гражданской защиты.
23 августа 2020 года Николаю Чечёткину было присвоено специальное звание генерал-полковника службы гражданской защиты.
10 ноября 2021 освобождён от должности председателя Государственной службы Украины по чрезвычайным ситуациям.